# شمس أباد (تشناران)
شمس أباد (بالفارسية: شمس آباد) هي قرية تقع في قسم بيزكي الريفي (مقاطعة تشناران) في إيران.